# Stanley Allotey
Stanley Allotey (Stanley Fabian Allotey; * 14. November 1942 in Accra) ist ein ehemaliger ghanaischer Sprinter.
1964 erreichte er bei den Olympischen Spielen in Tokio über 100 m das Viertelfinale und in der 4-mal-100-Meter-Staffel das Halbfinale.
Bei den British Empire and Commonwealth Games 1966 in Kingston siegte er über 220 Yards und mit der ghanaischen 4-mal-110-Yards-Stafette; über 100 Yards wurde er Sechster.

## Persönliche Bestzeiten
- 100 Yards: 9,4 s, 29. März 1969, Claremont
- 100 m: 10,3 s, 1964
- 220 Yards: 20,5 s, 28. März 1970, Los Angeles (entspricht 20,4 s über 200 m)